# كونتية الرها
كونتية الرُّها (باللاتينية: Comitatus Edessanus) هي إحدى الدول الصليبية في الشام أسسها الكونت بلدوين الأول في الرها عام 1098 وهي أولى الدول الصليبية التي تأسست في الشرق إبان الحملة الصليبية الأولى، إذ قام بلدوين الأول بالانعطاف شرقا بجيشه أثناء حصار انطاكية إلى الرها شمال غرب سوريا التي سرعان ما سقطت في يده، مؤسسا بذلك أول إمارة صليبية في الشرق الأوسط في (ربيع الأول سنة 491 هـ، فبراير 1098 م)، وفي تلك الأثناء استولى بوهيموند الأول أحد القادة الصليبيون على انطاكية واسس فيها الإمارة الثانية ثم استولى ريموند صنجيل على طرابلس واسس فيها الإمارة الثالثة، وكانت الثلاث إمارات تابعه إسمياً لمملكة بيت المقدس لم يكد يمر عامين على تاسيسس الإمارة حتى غادرها بلدوين إلى مملكة بيت المقدس لكي يصبح ملكا عليها فتولى حكم الرها بلدوين دي بورغ حتى سنة 512 هـ /1118 م ثم تبعه جوسلين الأول ثم جوسلين الثاني حتى سنة 539 هـ/1144م وهو تاريخ سقوط المدينة في يد عماد الدين زنكي أمير الموصل وكانت إمارة «الرها» واحدة من أهم الإمارات الصليبية في المشرق، وذلك لقوة تحصيناتها، ونظرًا لما كانت تسببه من تهديدات وأخطار على لمناطق الإسلامية المجاورة لها.

## استردادالرها
بدأ أمير الموصل عماد الدين زنكي الجهاد ضد الصليبيين فتوجه نحو مدينة الرها لكي يحاصرها وبعد 28 يومًا من الحصار انهارت بعض أجزاء الحصن، ثم ما لبثت القلعة أن استسلمت لقوات عماد الدين زنكي في 28 من جمادي الآخرة 539 هـ الموافق 27 نوفمبر 1144.